# Insa Meinen
Insa Meinen, née en Allemagne en 1963, est une historienne allemande. Chercheuse  à l'université de Constance et à l'université Carl von Ossietzky d'Oldenbourg, elle s'intéresse particulièrement à la Seconde Guerre mondiale et singulièrement à la Shoah en Belgique.

## Travail
En 2012-2013, elle collabore avec le Centre interdisciplinaire d'étude des religions et de la laïcité (CIERL-ULB).
Dans son ouvrage sur la Shoah en Belgique, elle donne un nouvel éclairage sur l'implication de l'administration belge dans la mise en place de la solution finale en Belgique en nuançant le rapport du CEGES, La Belgique docile. Elle insiste sur la résistance juive et distingue les situations particulières rencontrées, par exemple, à Anvers, d'une part, et à Bruxelles, d'autre part. Elle appuie son analyse sur des documents allemands d'époque auxquels elle a pu, pour la première fois, avoir accès. Elle est, à la suite des travaux de la journaliste allemande, Marion Schreiber, la première historienne allemande s'intéressant à cette période de l'histoire en Belgique.

## Publications
- Insa Meinen, Ahlrich Meyer, Immigrés juifs dans l’économie belge (de 1918 à 1942), dans Les Cahiers de la Mémoire Contemporaine 14 (2020), p. 13-122, https://journals.openedition.org/cmc/873
- Insa Meinen, Ahlrich Meyer, Jüdische Immigranten in der belgischen Ökonomie (1918 bis 1942). Partie 2, dans Sozial.Geschichte Online 23 (2018), p. 11–59. URN: urn:nbn:de:hbz:464-20180919-123432-2
- Insa Meinen, Ahlrich Meyer, Jüdische Immigranten in der belgischen Ökonomie (1918 bis 1942). Partie 1, dans Sozial.Geschichte Online 22 (2018), p. 43-89. URN: urn:nbn:de:hbz:464-20180418-081343-1
- Insa Meinen, Les stratégies de subsistance des réfugiés juifs en Belgique occupée (1940-1944), dans Les Cahiers de la Mémoire Contemporaine 12 (2016), p. 119-190. https://journals.openedition.org/cmc/333
- Insa Meinen, La Shoah en Belgique, traduit de l'allemand par Sylvaine Gillot-Soreau, Renaissance du livre, 2012  (ISBN 9782507050672)
- Insa Meinen, « Le XXIe convoi : études biographiques », dans Les Cahiers de la mémoire contemporaine, 7, 2006-2007, p. 57-109 (première partie), 8, 2008, p. 35-98 (deuxième partie) – en collaboration avec Ahlrich Meyer. https://journals.openedition.org/cmc/796 ;  https://journals.openedition.org/cmc/692
- Insa Meinen, Wehrmacht et prostitution sous l’Occupation (1940-1945), traduit de l’allemand par Beate Husser, Paris, Éditions Payot, 2006.
- Insa Meinen, « Les autorités allemandes d’occupation et l'AJB », in Jean-Philippe Schreiber et Rudi Van Doorslaer (dir.), Les curateurs du ghetto : l'Association des Juifs en Belgique sous l’occupation nazie, Bruxelles, Labor, 2004, p. 57-90.

## Distinctions
- Prix Alexandre von Humboldt du FNRS